# Джон Тейлър (автомобилен състезател)
Джон Тейлър (на английски: John Taylor) е бивш британски автомобилен състезател, пилот от Формула 1. Роден на 23 март 1933 г. в Лестър, Великобритания.

## Формула 1
Джон Тейлър прави своя дебют във Формула 1 в Голямата награда на Великобритания през 1964 г. В световния шампионат записва 5 състезания като успява да спечели една точка, състезава се с частен Купър и Брабам.